# Aleksandr Spiesiwcew
Aleksandr Nikołajewicz Spiesiwcew (ros. Александр Николаевич Спесивцев, ur. 1 marca 1970) – rosyjski seryjny morderca, który dokonywał aktów kanibalizmu na swoich ofiarach. Ze względu na okrucieństwo, nazywany jest "Potworem z Nowokuźniecka". Jego zbrodnie zostały odkryte przez przypadek w 1996 roku.
Urodził się w syberyjskim Nowokuźniecku w 1970 i wychowywał w patologicznej rodzinie, w której ojciec torturował pozostałych domowników. Jako dorosły zabił swoją narzeczoną i został skazany na izolację w szpitalu psychiatrycznym, z którego po jakimś czasie go wypuszczono. Następnie zamieszkał ze swoją matką Ludmiłą i jej psem rasy doberman.
W październiku 1996 sąsiedzi wezwali hydraulika do wycieku z rury. Gdy okazało się, że problem znajduje się w mieszkaniu Spiesiwcewów, a na dzwonek do drzwi nikt nie odpowiada, wyważono je.
Gdy do mieszkania wszedł hydraulik w asyście milicji, zastali je z zakrwawionymi ścianami. W kuchni znaleziono miski z kawałkami ludzkich ciał. W wannie znajdowały się bezgłowe, zbezczeszczone zwłoki. Na kanapie znajdowała się Olga Galcewa, ciężko ranna po torturach. W szpitalu zdążyła zeznać przed prokuratorem o szczegółach zbrodni, zanim zmarła po 17 godzinach.
Matka Spiesiwcewa zwabiła trzy młode kobiety do mieszkania, gdzie syn je zgwałcił i ciężko pobił. Zabił jedną z kobiet, a pozostałe dwie zmusił do pocięcia jej zwłok na części w wannie. Matka ugotowała fragmenty zwłok na obiad. Druga kobieta została zabita przez dobermana. Spiesiwcew uciekł przez balkon, gdy usłyszał pukanie do drzwi. Został potem schwytany, gdy próbował zgwałcić kobietę w jej własnym mieszkaniu.
Milicja znalazła pamiętnik, w którym ze szczegółami opisano morderstwa 19 dziewcząt. Spiesiwcewa podejrzewa się też o ponad tuzin innych zbrodni, ale rosyjskim władzom brakuje funduszy na dochodzenie w tych sprawach.
Spiesiwcewa uznano za winnego wszystkich 19 zbrodni i skazano na karę śmierci; Ludmiła Spiesiwcewa zaprzeczyła, jakoby miała jakikolwiek udział w morderstwach, ale została skazana jako współsprawca na dożywocie.